# یل (آیووا)
یل (به انگلیسی: Yale) شهری در ایالت آیووا کشور ایالات متحده آمریکا است که جمعیت آن در سرشماری سال ۲۰۱۰ میلادی، ۲۴۶ نفر بوده‌است.